# Trasmettitore radio di Vilejka
Il trasmettitore radio di Vileyka è un'installazione militare della Marina militare russa situata ad ovest della città di Vilejka, in Bielorussia. È sede del 43º centro comunicazioni della Marina militare russa ed ospita un importante trasmettitore in banda VLF per comunicare con i sottomarini in immersione a bassa profondità. Viene anche utilizzato per trasmettere il segnale orario Beta.
Possiede 15 antenne di 270 metri di altezza e tre da 305 metri.